# Daughtry
Daughtry (Дотри) — рок-группа из Северной Каролины, основана и продвигается финалистом шоу American Idol Крисом Дотри с 2006 года. Их одноимённый альбом «Daughtry», выпущенный в 2006 году, попал в Billboard 200, было продано более 4 миллионов копий, Billboard признал его одним из самых продаваемых альбомов 2007 года. Также он стал самым быстро продаваемым рок альбомом в истории Soundscan. Первый сингл из этого альбома, «It's Not Over», стал восьмым по популярности на американском радио 2007 года, а их второй сингл «Home», стал десятым. Второй их альбом, «Leave This Town», был выпущен 14 июля 2009 года. Сингл «No Surprise» вышел 5 июля того же года. Дебютный альбом был продан в 5 миллионах экземплярах по всему миру, также было продано 7.1 миллиона синглов. 12 октября 2012 года группа дала свой первый концерт в России.

## Участники

### Текущий состав
- Крис Дотри (Chris Daughtry) — вокал, гитара (2006—настоящее время)
- Josh Steely — соло-гитара (2006—настоящее время)
- Brian Craddock — ритм-гитара (2007—настоящее время)
- Josh Paul «JP» — бас-гитара, бэк-вокал (2006—2012, 2013—настоящее время)
- Robin Diaz — ударные (2010—настоящее время)
- Elvio Fernandes — клавиши, бэк-вокал, перкуссия, ритм-гитара (2010—настоящее время)

### Бывшие участники
- Jeremy Brady — ритм-гитара, бэк-вокал (2006—2007)
- Joey Barnes — ударные, перкуссия, бэк-вокал, клавиши (2006—2010)
- Andy Waldeck — бас-гитара, бэк-вокал (2012—2013)

## Дискография

### Альбомы
| Информация об альбомах                                                                                       |
| --- |
| Daughtry - Выпущен: 21 ноября 2006 года - US Peak: #1 - Продажи в США: 4,49 млн. - Продажи в мире: 5,44 млн. |
| Leave This Town - Выпущен: 14 июля 2009 года                                                                 |
| Break The Spell - Выпущен: 21 ноября 2011 года                                                               |
| Baptized - Выпущен: 19 ноября 2013 года                                                                      |
| Cage to Rattle - Выпущен: 27 июля 2018 года                                                                  |
| Dearly Beloved - Выпущен: 17 сентября 2021 года                                                              |

### Синглы
| Год  | Название                        | Позиция в чарте | Позиция в чарте | Позиция в чарте | Позиция в чарте | Позиция в чарте | Позиция в чарте | Позиция в чарте | Позиция в чарте | Позиция в чарте | Позиция в чарте | Позиция в чарте | Альбом          |
| Год  | Название                        | U.S.            | U.S. Pop        | U.S. Digital    | U.S. Main. Rock | Adult Top 40    | U.S. AC         | NZ              | AUS             | CAN             | GER             | NET             | Альбом          |
| ---- | ------------------------------- | --------------- | --------------- | --------------- | --------------- | --------------- | --------------- | --------------- | --------------- | --------------- | --------------- | --------------- | --------------- |
| 2006 | «It's Not Over»                 | 4               | 3               | 2               | 5               | 1               | 18              | 8               | 22              | 1               | 38              | 22              | Daughtry        |
| 2007 | «Home»                          | 5               | 7               | 4               | —               | 1               | 1               | 23              | —               | 5               | —               | 18              | Daughtry        |
| 2007 | «What I Want» (featuring Slash) | —               | —               | —               | 6               | —               | —               | —               | —               | 89              | —               | —               | Daughtry        |
| 2007 | «Over You»                      | 18              | 14              | 21              | —               | 1               | 16              | 26              | —               | 16              | 57              | —               | Daughtry        |
| 2007 | «Crashed»                       | —               | —               | —               | 24              | —               | —               | —               | —               | —               | —               | —               | Daughtry        |
| 2008 | «Feels Like Tonight»            | 24              | 17              | 42              | —               | 1               | 5               | —               | —               | 30              | 69              | —               | Daughtry        |
| 2008 | «What About Now»                | 18              | 21              | 8               | —               | 3               | 3               | —               | —               | 17              | —               | —               | Daughtry        |
| 2009 | «No Surprise»                   | 15              | 25              | 7               | —               | 5               | 12              | 24              | —               | 13              | —               | —               | Leave This Town |

## Награды
2007 American Music Awards (победитель)
- Breakthrough Artist
- Best Adult Contemporary Artist*
- Best Pop/Rock Album

2008 American Music Awards (победитель, номинация)
- Favorite Band, Duo or Group- Pop/Rock
- Favorite Artist- Adult Contemporary Music

People Choice Awards (победитель)
- Best Rock Song for «Home»

2007 Billboard Music Awards (победитель)
- Top Billboard 200 Album
- Top Artists — Duo/Group (Pop)
- Top New Artist
- Top Comprehensive Artist
- Hot 100 Artists — Duo/Group
- Hot Adult Top 40 Artist

2007 World Music Awards  (победитель) 
- Worlds Best Selling Rock Group Of 2007
- Worlds Best Selling New Artist Of 2007